# Diocesi di Torre di Mauritania
La diocesi di Torre di Mauritania (in latino: Dioecesis Turrensis in Mauretania) è una sede soppressa e sede titolare della Chiesa cattolica.

## Storia
Torre di Mauritania, nell'odierna Algeria, è un'antica sede episcopale della provincia romana della Mauritania Cesariense.
Unico vescovo che potrebbe essere attribuito a questa diocesi è il donatista Pascasio, che intervenne alla conferenza di Cartagine del 411, nella quale si riunirono assieme i vescovi cattolici e donatisti dell'Africa romana. Morcelli assegna questo vescovo alla diocesi di Vico della Torre nella provincia dell'Africa Proconsolare.
Dal 1933 Torre di Mauritania è annoverata tra le sedi vescovili titolari della Chiesa cattolica; dal 30 novembre 2013 il vescovo titolare è Alain de Raemy, vescovo ausiliare di Losanna, Ginevra e Friburgo ed amministratore apostolico di Lugano.

## Cronotassi

### Vescovi
- Pascasio † (menzionato nel 411)

### Vescovi titolari
- Carlos Parteli Keller † (26 febbraio 1966 - 17 novembre 1976 succeduto arcivescovo di Montevideo)
- Silvio Luoni † (15 maggio 1978 - 11 aprile 1982 deceduto)
- Gian Vincenzo Moreni † (29 aprile 1982 - 3 marzo 1999 deceduto)
- Gil Antônio Moreira (14 luglio 1999 - 7 gennaio 2004 nominato vescovo di Jundiaí)
- Ernesto Mandara (2 aprile 2004 - 10 giugno 2011 nominato vescovo di Sabina-Poggio Mirteto)
- Alain de Raemy, dal 30 novembre 2013